# Leyla Erbil
Leyla Erbil (turc: Leylâ Erbil)  (Istanbul, 12 de gener de 1931 - Istanbul, 19 de juliol de 2013) fou una escriptora contemporània turca, autora de sis novel·les, tres col·leccions d'històries curtes i un llibre d'assajos.
Després de la seva graduació, Erbil va estudiar Filologia Anglesa a la Facultat de Literatura de la Universitat d'Istanbul. Va fer les seves primeres publicacions a través de la premsa, que li edità alguns contes; després en publicaria alguns reculls, com Hallaç, el 1960, i Gecede (A la nit), el 1966. El 1971 va publicar la seva primera novel·la, Tuhaf Bir Kadın (Una dona estranya), i aviat va captar l'atenció literària per la seva mirada poc convencional sobre el paper social de la dona i sobre el matrimoni. Després seguiren altres obres: una novel·la autobiogràfica, Karanlığın Günü (El dia de la foscor), o Zihin Kuşları, publicada el 1998, en què descriu els seus diferents estils d'escriptura.
Fou la primera escriptora turca a ser nominada per a un premi Nobel de Literatura pel PEN International el 2002. També fou co-fundadora de la Unió d'Artistes turcs i del Sindicat d'Escriptors de Turquia.

## Vida personal
El 1951 es va casar amb Aytek Şay, fill de Çerkes Reşit. El 1953 es tornà a casar amb Mehmet Erbil, amb qui tingué una filla, Fatoş.